# 开运算 (形态学)

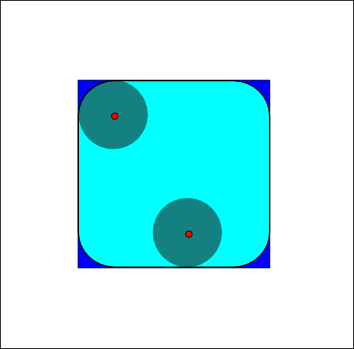
在深蓝色正方形上使用圆盘进行开运算，结果为浅蓝色正方形，带有圆角。

在数学形态学中，开运算 被定义为先腐蚀后膨胀。
{\displaystyle A\circ B=(A\ominus B)\oplus B,\,}
其中 {\displaystyle \ominus } 和{\displaystyle \oplus } 分别表示腐蚀和膨胀。
开运算和闭运算在计算机视觉和图像处理领域中是基本的形态学噪点消除模块。